# Lerista haroldi
Lerista haroldi este o specie de șopârle din genul Lerista, familia Scincidae, descrisă de Storr 1983. Conform Catalogue of Life specia Lerista haroldi nu are subspecii cunoscute.